# ブレイキング・ニュース・イン・ユバ・カウンティ
『ブレイキング・ニュース・イン・ユバ・カウンティ』（原題:Breaking News in Yuba County）は、2021年に公開されたアメリカ合衆国のコメディ映画である。監督はテイト・テイラー、主演はアリソン・ジャネイが務めた。

## 概略
ケンタッキー州ユバ郡。スー・ボタンズは自分に自信を持つことができず、いつもオドオドしていた。周囲からも雑に扱われており、ついには夫（カール）や友人たちから誕生日を忘れられてしまう有様であった。これにはさすがのスーも腹を立て、職場にいるカールに文句を言いに行くことにした。しかし、そこで彼女が目の当たりにしたのは見知らぬ女性といちゃつくカールの姿であった。激怒したスーが不倫現場に突撃したところ、仰天したカールは心臓発作で亡くなってしまった。
不幸の連鎖に見舞われたスーだったが、あるアイデアが脳裏に閃いた。「カールの死を隠蔽し、彼が失踪したと騒げば世間は自分に注目してくれるのではないか」と。スーがその思い付きを実行に移したところ、彼女は瞬く間に地元の有名人となった。ところが、事態はスーの予想だにしなかった方向へと転がり始める。

## キャスト
- スー・ボタンズ：アリソン・ジャネイ
- ナンシー：ミラ・クニス
- ミーナ：オークワフィナ
- カム・ハリス刑事：レジーナ・ホール
- リタ：ワンダ・サイクス
- グロリア・マイケルズ：ジュリエット・ルイス
- ジョネル：サミラ・ワイリー
- ピーティ・ボタンズ：ジミ・シンプソン
- レイ：クリフトン・コリンズ・Jr
- カール・ボタンズ：マシュー・モディーン
- デビー：エレン・バーキン
- リア・ノートン：ブリジット・エヴァレット
- リゲンス：ドミニク・バージェス
- ミスター・キム：ケオン・シム
- スティーヴ：クリス・ローウェル

## 製作
2018年10月28日、アリソン・ジャネイとローラ・ダーンがテイト・テイラー監督の新作映画に出演することになったと報じられたが、結局、ダーンが出演することはなかった。2019年5月20日、ミラ・クニス、レジーナ・ホール、オークワフィナ、サミラ・ワイリー、ブリジット・エヴァレット、ジミ・シンプソン、ケオン・シムの出演が決定すると共に、ジュリエット・ルイス、エレン・バーキン、ワンダ・サイクスが本作の出演交渉に臨んでいるとの報道があった。7月、クリフトン・コリンズ・Jrがキャスト入りした。

### 撮影・音楽
本作の主要撮影は2019年6月3日にミシシッピ州のナチェズで始まり、7月7日に終了した。2020年11月9日、ジェフ・ビールが本作で使用される楽曲を手掛けるとの報道があった。2021年2月26日、本作のサウンドトラックが発売された。

## 公開・マーケティング
当初、本作は2021年1月29日に全米公開される予定だったが、後に公開日は同年2月12日に延期された。
2019年6月7日、本作の劇中写真が初めて公開された。2021年1月14日、本作のオフィシャル・トレイラーが公開された。
日本では、kino cinéma（キノシネマ、配給元のキノフィルムズと同じ木下グループ傘下の映画館運営会社）主催の「Kino Festival 2022」の一作品として、2022年10月7日から1週間限定で上映された。

## 評価
本作は「酷いという言葉では言い尽くせない」「名優たちは何故こんな作品に出ることに同意したのか」などと批評家から酷評されている。映画批評集積サイトのRotten Tomatoesには34件のレビューがあり、批評家支持率は12%、平均点は10点満点で4点となっている。また、Metacriticには7件のレビューがあり、加重平均値は24/100となっている。